# Zhongjiang

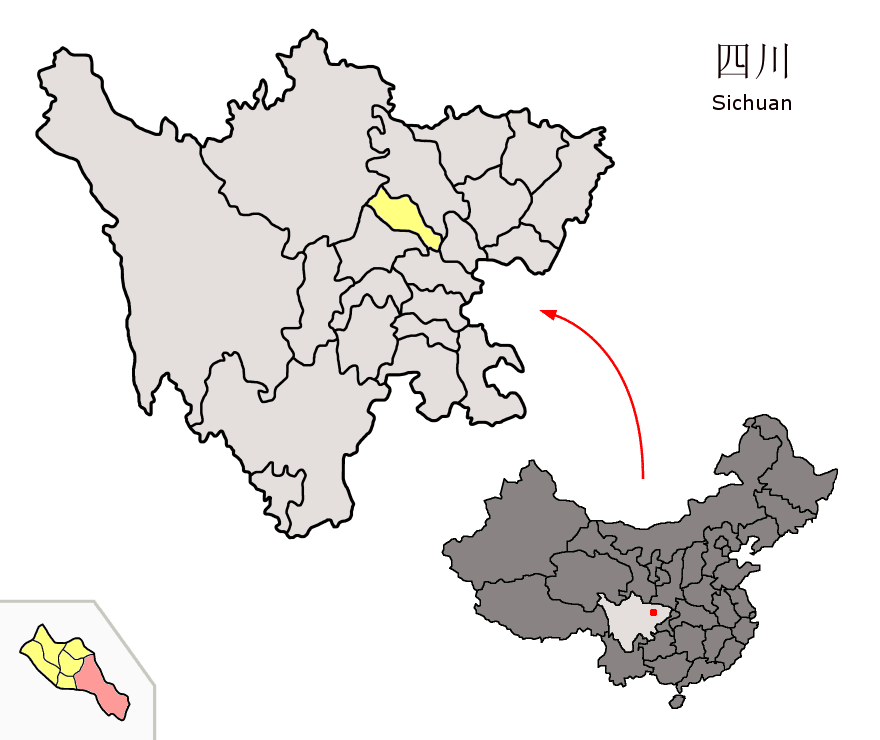
Lage von Zhongjiang (pink) im Kreis Deyang (gelb).

Zhongjiang (中江县,  Zhōngjiāng Xiàn) ist ein Kreis der bezirksfreien Stadt Deyang in der chinesischen Provinz Sichuan.
Die Fläche beträgt 2.154 Quadratkilometer und die Einwohnerzahl 946.019 (Stand: Zensus 2020). 1999 zählte Zhongjiang 1.392.985 Einwohner.
Die Taliangzi-Felsgräber (Taliangzi yamuqun 塔梁子崖墓群) stehen seit 2006 auf der Liste der Denkmäler der Volksrepublik China (6-275).